# Megachile rufulina
Megachile rufulina är en biart som beskrevs av Cockerell 1937. Megachile rufulina ingår i släktet tapetserarbin, och familjen buksamlarbin. Inga underarter finns listade i Catalogue of Life.